# MDK (видео-игра)
MДК (енгл. MDK) је видео игра, пуцачина из трећег лица, коју је издала компанија Шајни Ентертејнмент (енгл. Shiny Entertainment) за Microsoft Windows, док је видео игра портована за оперативни систем Macintosh од стране Шоквејва (енгл. Shokwave), а за плејтејшн од стране Неверсофта (енгл. Neversoft). Видео игра је објављена у Северној Америци од стране ПИЕ (енгл. PIE), док је Шајни Ентертејнмент публиковао видео игру у Европи. Верзија за Виндовс је изашла у мају 1997. године, док је верзија за плејстејшн изашла у новембру исте године. Од септембра 2008. године, игра се може наћи на GOG.com, а на Стиму (енгл. Steam) од септембра 2009. године.
Главни лик, ове видео игре је Курт Хектик (енгл. Kurt Hectic), домар који спашава Земљу од инвазије ванземаљаца, који имају летелице, гигантских размера, под називом „мајнкравлери” (енгл. Minecrawlers). Мајнкравлери служе за рударење природних ресурса планете Земље и уништавају све што им се нађе на путу. Уз помоћ свог шефа, лудог научника Др Флука Хоквинса (енгл. Dr. Fluke Hawkins) и роботског, двоногог и четворуког пса под именом Боунс/Maкс (енгл. Bones/Max), Курт мора да се инфлитира у сваку летелицу и да се бори са ванземаљцима и на крају сваке стазе, са пилотом сваке летелице. Потом се враћа у Хоквинсову свемирску станицу, под именом Џим Денди (енгл. Јim Dandy).
МДК је добио углавном позитивне критике, а критичари су хвалили игривост, дизајн нивоа, саркастичан смисао за хумор, техничка достигнућа игре, и посебна похвала за коришћење снајперског режима у игри. Негативне критике се везују за краткоћу и слабију причу саме игре. Игра је била комерцијално успешна, а Интерплеј (енгл. Interplay) је предложио, творцу игрице, Нику Брутију да одмах ради на наставку. Међутим он је већ радио на игри Дивови: Грађанин Кабуто (енгл. Giants: Citizen Kabuto), па је БиоВар (енлг. BioWare) био ангажован да развије други део игре. МДК 2 (енгл.MDK 2) је био објављен за Виндовс и Дримкаст (енгл. Dreamcast) 2000. године, а за плејтејшн 2 (под називом МДК 2: Армагедон) 2001. Интерплеј је 2007. године објавио да је планирана трећа игра, али она никада није направљена.

## Игривост
У већини случајева, МДК је пуцачина из трећег лица. Такође садржи неколико мини игара и омогућава играчу да уђе у режим првог лица кад год пожели, како би користио свој снајперски мод. Основни дизајн игре укључује различите појединачне нивое у којима играчки лик, Курт Хектик, мора да се инфилтрира у Мајнкравлере, да се пробије кроз низ непријатеља, и да се ухвати у коштац са неким рудиментарним загонеткама и стигне до контролног центра, где потом мора елиминисати пилота на крају сваке мисије. Сваки ниво је потпуно другачији; дизајн нивоа, естетика и распоред контролног центра, са различитом стратегијом која је потребна за елиминисање сваког пилота.
Током играња, играч мора често да користи Куртов "тракасти падобран", падобран који се налази у његовој одећи и који се може користити неограничено. Падобран омогућава Курту да прави дуге скокове, преживи дуге падове и користи узлазно струјање ваздуха. Одмах се отвара и аутоматски се увлачи када се не користи. Курт такође има приступ функцији ваздушне подршке, где може да позове Макса (односно Боунса) да лети бомбардером изнад подручја борбе и баца коске на непријатеље. Да би позвао Макса, Курт мора да покупи оружје под називом, ,напад коскама" (енгл. bone strike), овај напад се може користити само на спољним локацијама на Мајнкравлеру.  Остало оружје у игри укључује гранате:, „Најинтересантнија бомба на свету“ (енгл. The World's Most Interesting Bomb), „Веома велики чекић за хрчка“ (енгл. The Very Large Hamster Hammer ), и „Најмања нуклеарна експлозија на свету“ (енгл. The World's Smallest Nuclear Explosion), која се користи за отварање закључаних врата.
Поред саме пуцачине у игри постоје још неки режими играња. Сви нивои почињу са „атмосферским падом“ у којем Курт скаче са свог базног брода, свемирске станице Џим Денди, која је у орбити око Земље, и пада на површину Мајнкравлера. Док Џим пада, Мајнкравлер активира свој радар, који, ако се додирне, покреће лансирање противваздушних пројектила, које морају да се избегну. У неким нивоима Курт преузима непријатељски брод и њиме бомбардује непријатеље, или преузима једрилицу којом Курт мора да вози до одређене локације. Један ниво садржи неколико секвенци сноуборда, где Курт мора да се креће кроз препреке док уништава непријатеље. Осим тога, на крају сваке мисије, Мајнкравлер се распада и увлачи се назад у енергетски ток из којег је изашао, усисавајући Курта са собом. Курт тада има одређени временски период у енергетском току, током којег тражи здравствено појачање, које, ако се покупи, даје 150% здравља за почетак следећег нивоа. Ако додирне зидове тока, губи здравље и успорава. На крају одређеног периода, Макс ће ући у ток и повући Курта назад до свемирске станице Џим Денди.
Куртова главна одбрана од његових непријатеља је његово заштитно одело, то јест оклоп који приања за кожу од материјала налик кевлару и отпоран је на нуклеарну експлозију. Овај оклоп осим улоге панцира, такође штити Курта од трења и топлоте током атмосферских падова. Куртово оружје подсећа на аутоматску пушку, која је причвршћена за његову руку и има неограничену муницију. Друго главно оружје у игри је снајперски пиштољ. Снајперско оружје може да зумира до 100 пута и има могућност да подржи пет различитих типова муниције, укључујући пројектиле за навођење и минобацачке гранате.
Непријатељи у МДК-у су колектив ванземаљаца који се називају „Стримрајдерси“ (енгл.Streamriders), а њихов командант је Гинтер Глат (енгл.Gunter Glut). На сваком Мајнкравлеру се налазе разни војници под именом Грунтови (енгл. Grunts). Неке области садрже „Грунт генераторе“ (енгл. Grunt generators) који стварају бесконачан број непријатеља док се не униште. Осим ових ванземаљаца и пилота на сваком Мајнкравлеру, Курт се такође сусреће са разним врстама робота, тенкова, животиња, малих нападачких бродова, бродова за транспорт трупа и стражарских дронова.

## Прича
Прича у игри почиње 1996. године када научник др Флук Хокинс верује да је пронашао револуционарно откриће; свемирски феномен који он назива "Фланг Орбита" (енгл.Flange Orbits). Међутим, њега научна заједница због тог открића исмеје. Одлучан да докаже да су његове колеге погрешиле, Хокинс гради свемирску станицу Џим Денди и свог лабараторијског домара Курта Хектика, намамљује у свемирску станицу уз помоћ мађарског гулаша. Затим лансира станицу у орбиту, предвиђајући да ће мисија трајати пет дана. Међутим, после недељу дана, Хокинс схвата да Фланг орбита заправо не постоји, али уместо да се врати на Земљу од срамоте, одлучује да остане на Дендију да покуша нешто да открије. Курт је изузетно незадовољан овим развојем догађаја, али када му Хокинс покаже како да програмира видеорекордер, он се смирује.
Годину дана касније, пошто није открио ништа, Хокинс почиње да ради на изградњи генетски модификованог роботског пса, којег планира да назове Боунс. После годину дана, Боунс је потпуно оперативан, али он не воли толико своје име, већ жели да га Курт и Хокинс зову Макс. Упркос томе што има четири руке и две ноге и пун је енергије, Макс није толико вољан да помаже Хокинсу у пословима на Дендију, а највише воли да брине о својој башти.
После годину дана, Хокинс није ништа открио, све док не примети токове енергије који се крећу кроз Сунчев систем ка Земљи. Др Флук шаље упозорење на Земљу (заједно са Максовим наранџама), али његову поруку игноришу, Токови енергије су заправо транспортери мајнкравлера, џиновских летелица величине градова, који су дизајнирани да рударе природне ресурсе са планете Земље, притом уништавајући све што им стане на пут. Ванземаљци, познати као Стримрајдерси су под командом Гинтера Глата, и они лако уништавају земаљске војне снаге, и тако Хокинс одлучује да предузме акцију да би спасио планету Земљу. Др Флук сматра да је једини начин да се бори против ванземаљаца, уз помоћ посебног заштитног одела, којег је он направио. Због тога што је он стар, а Макс има додатни пар руку, једини ко може да носи то одело је Курт.
Куртова прва мисија је„Мисија: Испоручи љубазност“ (енгл. Mission: Deliver Kindness), где улази у летелицу, пробија се до пилота и уништава мајнкровлер, па се потом враћа у своју базу Џим Денди. Његове мисије се заправо састоје од цикличног уласка на летелице, где га чека огромна количина непријатеља, кроз које треба да се пробије до пилота, убије пилоте и потом уништи те летелице. Последњим мајнкровлером управља капетан Гинтер Глат, и Курт га убија тако што је натерао Глата (на превару) да поједе Макса, који га убија изнутра. Њих двојица уништавају Гинтерову летелицу и одлазе у своју базу. На крају иде миксовани музички видео спот, са секвенцама из промотивних клипова саме игре.